# August Christian Ferdinand Krell
August Christian Ferdinand Krell (* 10. Januar 1802 in Jever; † 27. September 1856 in Oldenburg) war ein deutscher Jurist und Politiker. Von 1851 bis 1856 war er Finanzminister des Großherzogtums Oldenburg.

## Leben und Karriere
Krell wurde als Sohn eines Advokaten und Titularkammerrates und Enkel eines aus Anhalt stammenden Titularkammerrates und des Regierungsrates von Honrichs in Jever geboren. Dort besuchte er die Lateinschule bis 1819 und studierte anschließend Rechtswissenschaft in Göttingen. Während seines Studiums wurde er 1819 Mitglied des Corps Frisia Göttingen. Nach seinem Studium schlug er wie der Vater und beide Großväter die Beamtenlaufbahn ein, die er 1824 als Auditor begann. Nach dem Examen 1829 folgten die Ernennungen zum Landgerichtsassessor 1830, zum Kammerassessor 1838 und zum Hofrat 1841. Neben Carl Zedelius und Karl von Berg wurde Krell am 27. April 1848 als Regierungskommissar für die bevorstehende Versammlung der 34 bestimmt und am 11. Dezember 1849 in das neue Staatsministerium unter dem Ministerialrat Dietrich Christian von Buttel berufen, in dem er das Departement der Finanzen übernahm. Als es 1850 zwischen dem Großherzog August I. und den Ministern Buttel und Berg zu Differenzen in der Frage der dänischen Thronfolge des Erbgroßherzogs Nikolaus Friedrich Peter kam, vertrat er neben dem Minister Wilhelm von Eisendecher die Position des Großherzogs. 1851 wurde er in das neue Ministerium von Rössing übernommen und blieb bis zu seinem Tode im Amt des Finanzministers. Sein Nachfolger in diesem Amt war Carl Zedelius.

## Familie
Krell war mit Laura Arnoldine Anselma geb. Keppel (1808–1880) verheiratet. Sie war die Tochter des Landgerichtssekretärs Arnold Franz Keppel in Vechta.

## Werk
- Denkschrift über die Anlegung einer Fehncolonie im Bokeler Moor. Zusammen mit Karl von Berg. Oldenburg. 1850.